# 拳銃の罠
『拳銃の罠』（けんじゅうのわな、The Trap）は1959年のアメリカ合衆国の映画。出演はリチャード・ウィドマークやリー・J・コッブなど。

## ストーリー
犯罪組織のボス、ヴィクター・マソネッティは顧問弁護士ラルフ・アンダースンに命じて、高飛びの手配をさせる。
一方、ラルフの弟である保安官補佐のティッピーは、ラルフの元恋人で今は彼の妻であるリンダとよりを戻すための資金欲しさから、マソネッティを逮捕しようとする。
銃撃戦の末、マソネッティは逮捕される。そこへマソネッティの子分デイヴィスが襲いかかり、おまけにリンダ迄人質に取られる。
ラルフたちが脅し返したことでリンダは解放されるが、今度はラルフ、ティッピー、リンダそして、マソネッティ4人が一つの空き家で過ごす羽目になる。マソネッティはラルフに発砲するが、ティッピーが身代わりとなる。そして、追跡戦の末、マソネッティの高飛びは失敗に終わる。

## キャスト
※括弧内は日本語吹替（テレビ版・初回放送1970年9月30日 東京12ch）
- ラルフ・アンダースン：リチャード・ウィドマーク（大塚周夫）
- ヴィクター・マソネッティ：リー・J・コッブ（森山周一郎）
- リンダ・アンダーソン：ティナ・ルイーズ（山崎左度子）
- ティッピー・アンダーソン：アール・ホリマン (富山敬)
- ロイド保安官：カール・ベントン・リード
- デイビス：ローン・グリーン
- メロン：ピーター・ボールドウィン

## スタッフ
- 監督：ノーマン・パナマ
- 製作：ノーマン・パナマ、メルヴィン・フランク
- 脚本：リチャード・アラン・シモンズ、ノーマン・パナマ
- 撮影：ダニエル・ファップ
- 編集：エヴェレット・ダグラス
- 美術：ヘンリー・バムステッド
- 衣装デザイン：イーディス・ヘッド
- 音楽：アーヴィン・タルボット